# Shelah Allison
Shelah Allison Hoefken (Lima, 19 dicembre 1958) è un'ex cestista peruviana.

## Carriera
Con il Perù ha preso parte ai Campionati mondiali del 1983.